# Rafael Arace
Rafael Daniel Arace Gargaro (Caracas, 22 maggio 1995) è un calciatore venezuelano, centrocampista del Cobreloa.

## Carriera
Ha giocato nella massima serie dei campionati venezuelano e cileno.

## Palmarès

### Competizioni nazionali
- Copa Venezuela: 1

Deportivo La Guaira: 2024